# Tiga Race Cars

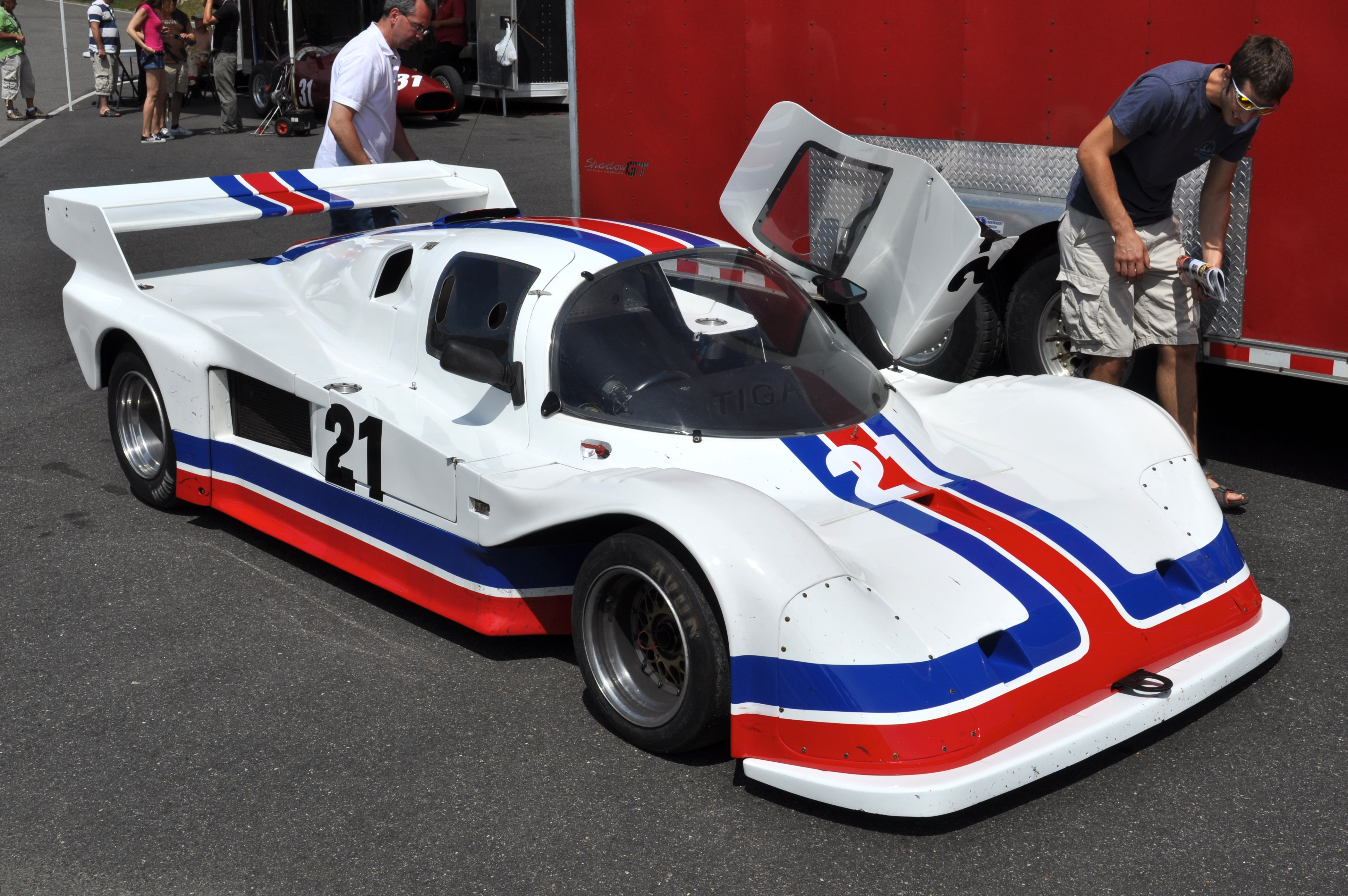
Una Tiga GT del 1985.

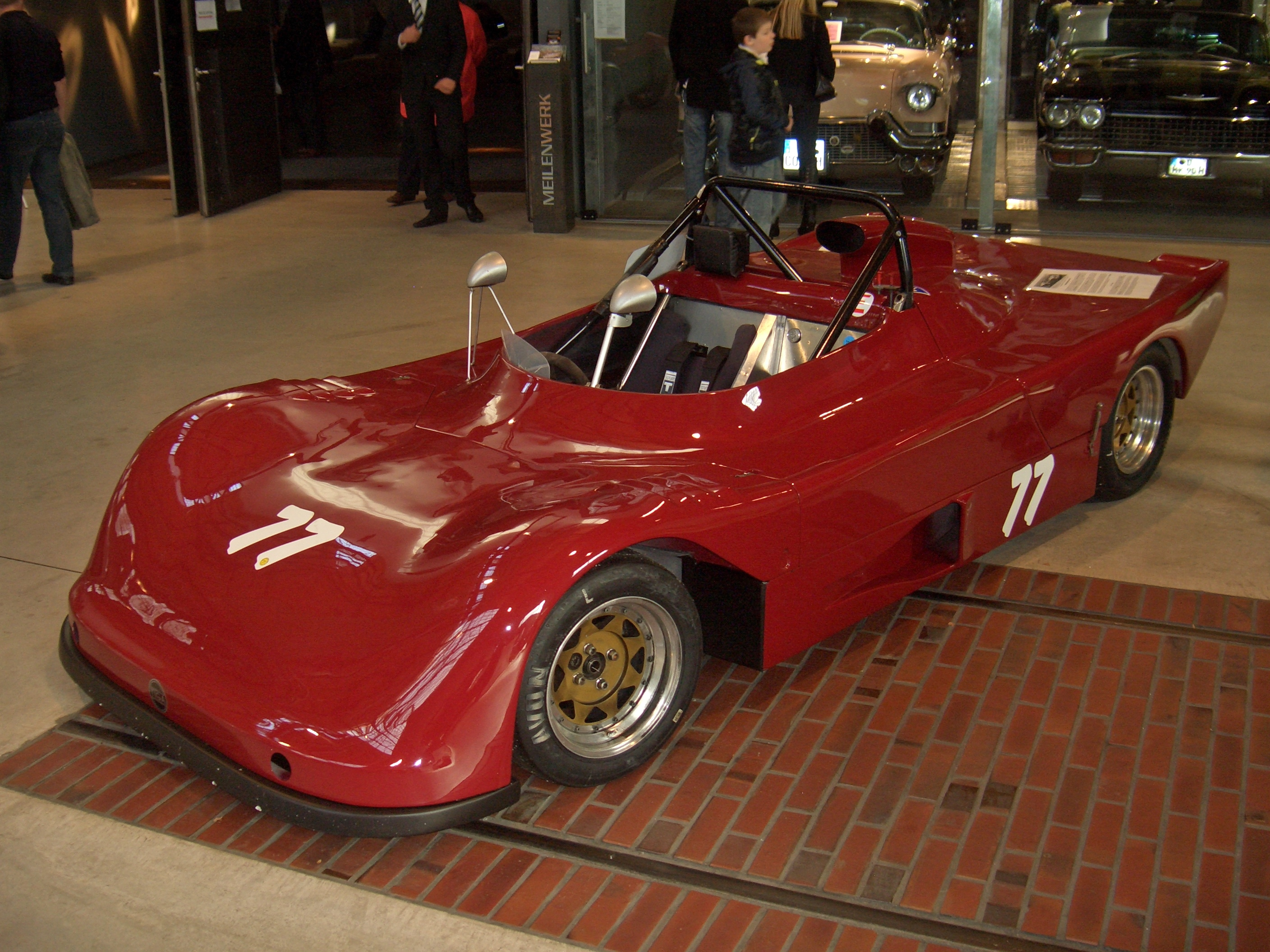
Tiga SC77 1977

La Tiga Race Cars Ltd. fu un costruttore automobilistico britannico, specializzato in vetture sportive. 

## Storia
La società venne fondata nel 1974 da due ex piloti di Formula 1: l'australiano Tim Schenken e il neozelandese Howden Ganley. Il nome della società deriva proprio dalle prime due lettere del nome di Schenken e dalle prime due del cognome di Ganley.
La Tiga fu impegnata nella costruzione di diverse vetture sportive, sia impiegate nelle categorie sport sia tra le monoposto a ruote scoperte. Le sue vetture parteciparono a vari campionati, dalla Formula Ford al Campionato del Mondo Sport Prototipi. Fino alla chiusura, avvenuta nel 1989, la società aveva costruito circa 400 vetture.
I piloti utilizzanti vetture della Tiga vinsero tre campionati europei, quattro britannici, e uno americano della Sports 2000, due Australian Drivers' Championship, così come si imposero in classifiche di classe alla 24 Ore di Le Mans e alla 24 Ore di Daytona. La Spice Engineering, con una Spice-Tiga GC85 Ford, vinse la classifica per scuderie nel Gruppo C2 nel Campionato del Mondo Sport Prototipi 1985 e la Tiga vinse nel 1988 il titolo costruttori dell'IMSA GT Championship.

## Rinascita
La società è rinata con una nuova proprietà (la piena proprietà è ora detenuta da Mike Newton, celebre imprenditore e Gentleman driver LMP2) rimanendo nel settore della costruzioni di vetture categoria sport prototipi, soprattutto con modelli CN2 destinati ai campionati nazionali e internazionali, e continua anche la produzione di pezzi e assistenza alle vetture storiche della casa..